# Suicidal Tendencies
Suicidal Tendencies er et punk/heavy metal-band fra USA. Mange mener at bandet de var blandt de første til at blandede hardcore punk og thrash metal med deres debutalbum i 1983. Albummet menes at have visket skillelinjen ud mellem de to genrer.
Gruppen blev dannet i 1981 af Mike Muir, som fortsat er frontfigur og forsanger.
Deres bedst kendte udgivelse er singlen "Institutionalized" fra deres debutalbum i 1983. Singlen, der var alt andet end mainstream, var en af de første hardcore punk-videoer, der gik i luften på MTV.

## Diskografi
- Suicidal Tendencies (1983)
- Join the Army (1987)
- How Will I Laugh Tomorrow When I Can't Even Smile Today (1988)
- Controlled by Hatred/Feel Like Shit...Déjà Vu (1989)
- Lights...Camera...Revolution! (1990)
- The Art of Rebellion (1992)
- Still Cyco After All These Years (1993)
- Suicidal for Life (1994)
- Six for Life (1998)
- Freedumb (1999)
- Free Your Soul and Save My Mind (2000)
- No Mercy Fool!/The Suicidal Family (2010)
- 13 (2013)
- World Gone Mad (2016)
- Still Cyco Punk After All These Years (2018)